# Nanorrhinum kuriense
Nanorrhinum kuriense är en grobladsväxtart som först beskrevs av Radcl.-sm., och fick sitt nu gällande namn av Ghebr.. Nanorrhinum kuriense ingår i släktet Nanorrhinum och familjen grobladsväxter. Inga underarter finns listade i Catalogue of Life.